# Dicranum majus
Dicranum majus là một loài Rêu trong họ Dicranaceae. Loài này được Turner mô tả khoa học đầu tiên năm 1804.

## Hình ảnh

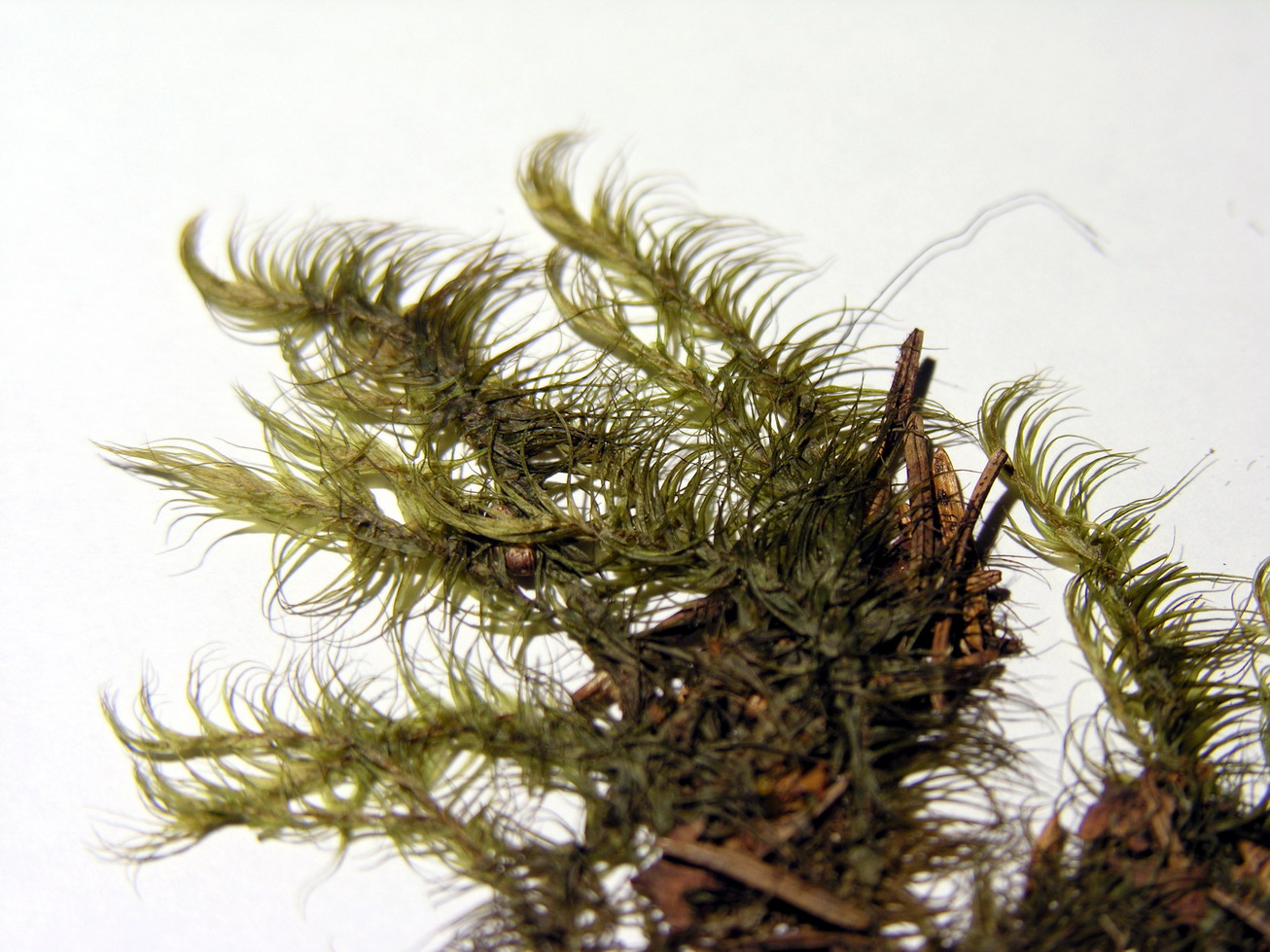
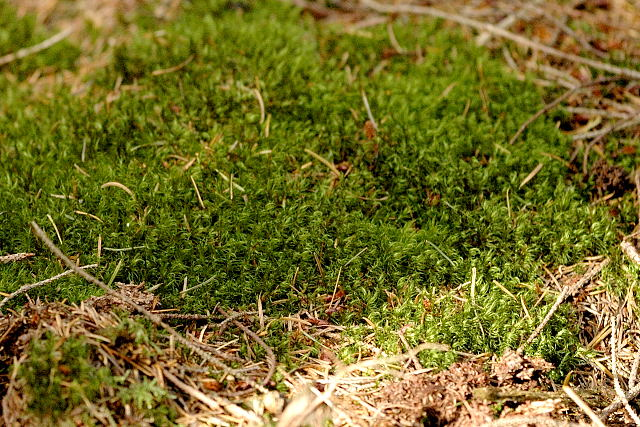
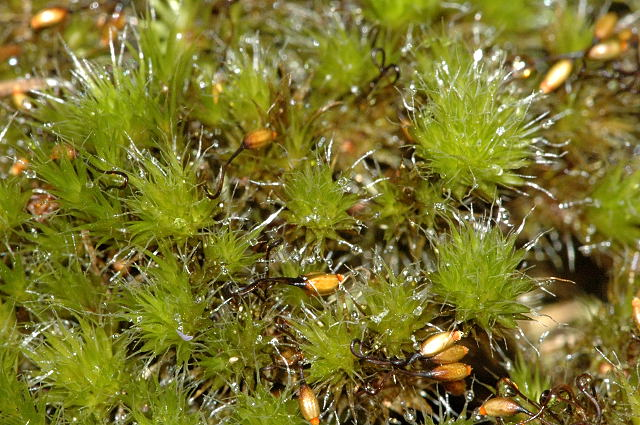